# Листовик рудогорлий
Листовик рудогорлий (Sclerurus mexicanus) — вид горобцеподібних птахів родини горнерових (Furnariidae). Мешкає в Мексиці і Центральній Америці.

## Опис

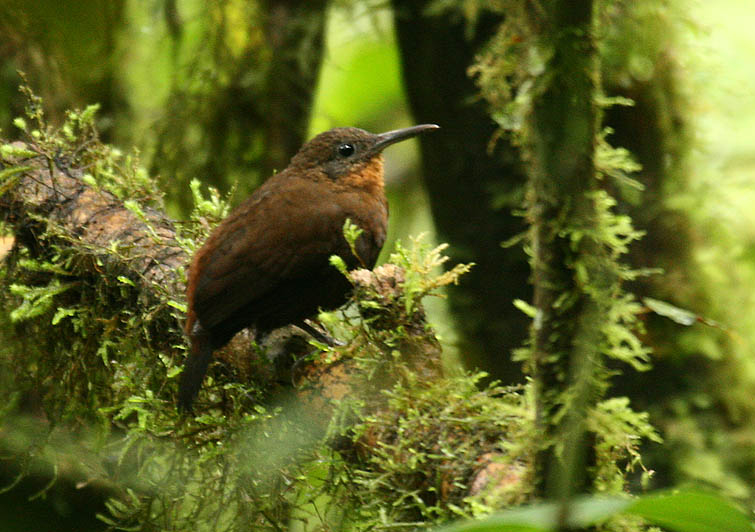
Рудогорлий листовик

Довжина птаха становить 15—17 см, вага 24—30 г. Забарвлення переважно коричневе, горло, груди і надхвістя руді. Хвіст відносно короткий. Дзьоб тонкий, довгий, дещо вигнутий. Виду не притаманний статевий диморфізм, самиці мають дещо менші розміри, ніж самці. Молоді птахи мають дещо тьмяніше забарвлення, груди в них поцятковані світлими плямками. У представників номінативного підвиду дзьоб довший і тонший, а груди більш яскраві, ніж у представників підвиду S. m. pullus.

## Підвиди
Виділяють два підвиди:
- S. m. mexicanus Sclater, PL, 1857 — від Південної-Східної Мексики (Веракрус) до півночі Нікарагуа;
- S. m. pullus Meyen, 1834 — високогір'я Коста-Рики і Панами (на схід до Дар'єну).

Бурий листовик раніше вважався конспецифічним з рудогорлим листовиком, однак за результатами низки молекулярно-генетичних досліджень був визнаний окремим видом.

## Поширення і екологія
Рудогорлі листовики мешкають у Мексиці, Гватемалі, Гондурасі, Сальвадорі, Нікарагуа, Коста-Риці та Панамі, спостерігалися в Белізі. Вони живуть у вологих гірських і рівнинних тропічних лісах. Зустрічаються поодинці або парами. Живляться безхребетними, яких шукають в опалому листі, ґрунті або гнилій деревині. Рудогорлі листовики є моногамними і територіальними, пара птахів займає територію, площею в середньому 25 га. В Коста-Риці сезон розмноження триває з грудня по квітень. Гніздо невелике, чашоподібне, зроблене з гілочок і листя, розміщується в норі діаметром 10 см і глибиною до 50 см. У кладці 2 білих яйця.